# Luci e nebbie
Luci e nebbie (A Way Home) è un'antologia di racconti fantascientifici di Theodore Sturgeon del 1955.
L'antologia è uscita in Italia il 29 marzo 1987 nella collana Urania (n. 1045), nella traduzione di Gaetano Staffilano.

## Racconti
- Unirsi e vincere (Unite and Conquer)
- L'ultima risata (Special Aptitude - prima ediz.: Last Laugh)
- Il giocattolo di Mewhu (Mewhu's Jet)
- Uragano (Hurricane Trio)
- L'hurkle è un animale felice (The Hurkle Is a Happy Beast)
- Il tuono e le rose (Thunder and Roses)
- Chi? (Bulkhead - prima ediz.: Who?)
- Tiny e il mostro (Tiny and the Monster)
- Via di casa (A Way Home)